# Physical Review
Physical Review (angleško Fizikalni obzornik) je ena od najstarejših in spoštovanih strokovnih znanstvenih revij, ki izdaja raziskave z vseh področij fizike. Objavlja jo Ameriško fizikalno društvo (APS).

## Zgodovina
Physical Review so začeli objavljati julija 1893. Ameriško fizikalno društvo je prevzelo nadzor nad izdajanjem leta 1913. Sestrska revija Physical Review Letters je začela objavljati kratke članke, ki so bili javno še posebej zanimivi. Leta 1970 so revijo razdelili na podrevije Physical Review A, B, C, in D. Petega člana družine Physical Review E so začeli objavljati leta 1993 in ga prilagodili veliki količini novih raziskav v nelinearni dinamiki.